# 카와다 신지
카와다 신지(일본어: 川田 紳司, 1973년 10월 6일 ~ )는 일본의 성우다. 켄 프로덕션 소속. 미남역과 익살꾼역을 겸하고 성격 파탄 캐릭터, 게이, 바보까지 다양한 타입의 캐릭터를 연기한다.

## 출연 작품

### TV 애니메이션
2000년
- 데블파이터(스핑크스)
- 은장기공 오디안(카나나세 유우)

2001년
- 오프사이드(바바)
- 진샤프트(세르게이 4세 스니크)
- 마호로매틱(호카제 미나토)
- 미래전사 런딤(노지마 마사루)

2002년
- 우정의 그라운드(파울로)
- 나루토(아부라메 시노)

2004년
- 다이노 브레이커(마르코 로카)
- 스쿨 럼블(하나이 하루키)

2005년
- 스타쉽 오퍼레이터즈(사카키바라 코우키)
- 메르~헤븐~(이안)
- 건퍼레이드 오케스트라(우에다 토라오)

2006년
- 제비뽑기 언밸런스(카부라키 유야)
- 무장연금(나카무라 고우타)
- 토나그라!(마치다 코스케)
- 스쿨 럼블 2학기(하나이 하루키)

2007년
- 노다메 칸타빌레(미네 류타로)
- 메이저 3기(카토리)
- 나루토 질풍전(아부라메 시노)
- 블루 드래곤(슈나이더)
- 이 푸른 하늘에 약속을(미타무라 타카시)
- 키스덤(이오 아구리)

2008년
- 펭귄의 문제(오카모토 폴)
- 라이브온 카드리버 카케루(죠지 카토)
- 광란가족일기(닥터 게보크)
- 철완 바디 DECODE(튜토)

2009년
- 푸른 꽃(오쿠다이라 시노부)
- 미나미가 오카에리(장남)
- 바이퍼스 크리드(루도라)

2010년
- 바쿠만(헤이시 요시히사)
- 자이언트 킬링(사카이 요시노리)
- 레이디 X 버틀러(카자마츠리 토이치로)

2011년
- 토리코(요하네스)

2012년
- 윤회의 라그랑주(제임스 로우)

2018년
- 반짝반짝 해피★ 열려라! 코코타마(호시노가와 츄우)

### 극장판
2011년
- 강철의 연금술사 : 미로스의 성스러운 별(토니)

### OVA
2002년
- 러브 다이어리(이나가키)

2005년
- 스쿨 럼블 OVA 1학기 보충수업(하나이 하루키)

2007년
- 테일즈 오브 심포니아(매그니스)

### 인터넷
2006년
- FLAG(이치야나기 신)